# ديف بويز
ديف بويز هو مجدف كندي، ولد في 26 أغسطس 1964 في سانت كاثرينز في كندا.

## وصلات خارجية
- ديف بويز على موقع الاتحاد الدولي للتجديف (الإنجليزية)
- ديف بويز على موقع اللجنة الأولمبية الدولية (الإنجليزية)
- ديف بويز على موقع أوليمبيديا (الإنجليزية)